# Berthold Leibinger

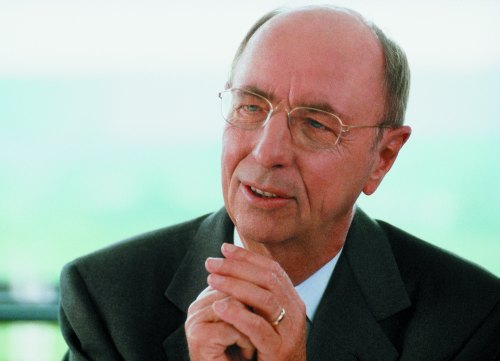
Berthold Leibinger (2004)

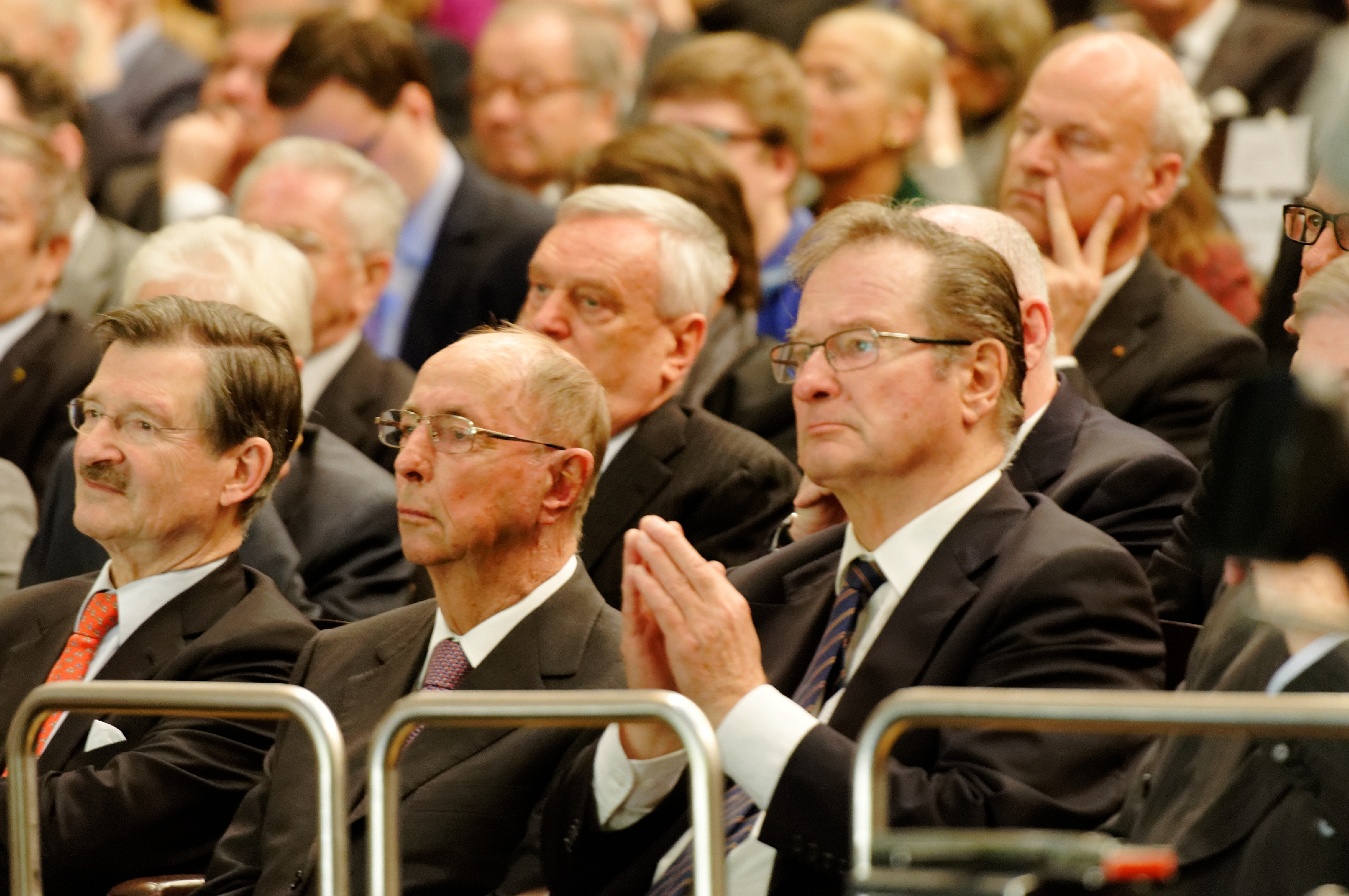
Berthold Leibinger beim Dreikönigstreffen der FDP 2015

Berthold Leibinger (* 26. November 1930 in Stuttgart; † 16. Oktober 2018 ebenda) war Gesellschafter der Trumpf GmbH & Co. KG und Mäzen.

## Leben
Berthold Leibinger war der Sohn des Kunsthändlers für ostasiatische Antiquitäten Anton Leibinger. 1950 machte er sein Abitur am Ulrich-von-Hutten-Gymnasium in Korntal (Landkreis Ludwigsburg) und begann danach eine Mechanikerlehre bei der Firma Trumpf & Co., einem Unternehmen für Werkzeugmaschinenbau. Leibinger studierte sodann Maschinenbau an der Technischen Hochschule Stuttgart. Nach seiner Diplomarbeit bei Trumpf begann er dort als Konstrukteur. Ab 1958 arbeitete Leibinger als Entwicklungsingenieur bei Cincinnati Milling Machines in Cincinnati (USA). Nach seiner Rückkehr zur Firma Trumpf im Jahr 1961 übernahm er die Leitung der Konstruktionsabteilung und entwickelte 1967 die erste Stanz- und Nibbelmaschine mit numerischer Steuerung. Der kinderlose Firmeninhaber Christian Trumpf, der Mann seiner Patentante, bestimmte ihn zu seinem Nachfolger. Sukzessiv erwarb Leibinger Anteile am Unternehmen und wurde 1963 Gesellschafter der Firma und ab 1966 Technischer Geschäftsführer. Von 1978 bis 2005 war er Vorsitzender der Geschäftsführung.
Am 18. November 2005 übergab Berthold Leibinger den Vorsitz der Geschäftsführung von Trumpf an seine Tochter Nicola Leibinger-Kammüller. Bis 2012 war er Vorsitzender der Aufsichtsgremien der Trumpf Gruppe. Im Frühjahr 2014 wurde Leibinger an der Fakultät für Maschinenwesen und Betriebswissenschaften der Technischen Universität Wien zum Dr. technicae promoviert. Am 16. Oktober 2018 verstarb er nach längerer Krankheit.
Berthold Leibinger war verheiratet mit Doris Leibinger geb. Schaible (1934–2021). Aus der Ehe gingen die drei Kinder Nicola Leibinger-Kammüller, Regine Leibinger und Peter Leibinger hervor.

## Öffentliche Funktionen
Berthold Leibinger war von 1999 bis 2003 Vorsitzender des Aufsichtsrats der BASF AG und Aufsichtsratsmitglied bei der BMW AG, der Deutsche Bank AG und der Deutschen Bundespost Telekom.
Von 1985 bis 1990 war er Präsident der Industrie- und Handelskammer (IHK) Region Stuttgart, von 1989 bis 1992 Präsident des Verbandes Deutscher Maschinen- und Anlagenbauer e. V. (VDMA) und von 1990 bis 2008 stellvertretender Vorsitzender des Verein Deutscher Werkzeugmaschinenfabriken e. V. (VDW). Berthold Leibinger war Ratgeber der Landesregierung von Baden-Württemberg, von 1994 bis 2001 als Vorsitzender des Innovationsbeirats und von 2002 bis 2005 als Vorsitzender des Innovationsforums.
Von 2001 bis 2017 war Leibinger Mitglied im Kuratorium der Stiftung Demoskopie Allensbach.
Von 1995 bis 1998 gehörte er dem Rat für Forschung, Technologie und Innovation des Bundeskanzlers an. Von 2003 bis 2009 war er Vorsitzender des Universitätsrats der Universität Stuttgart. Leibinger war von 2008 bis 2011 Mitglied des Senatsausschusses der Deutschen Akademie der Technikwissenschaften, acatech.
Berthold Leibinger gehörte dem Arbeitskreis Evangelischer Unternehmer (AEU) an und war von 2000 bis 2012 Mitglied in dessen Kuratorium. 2003 trat er als Redner beim Kongress christlicher Führungskräfte auf.

## Kulturelles und soziales Engagement
Berthold Leibinger war Vorsitzender des Freundeskreises des Schiller-Nationalmuseums und des Deutschen Literaturarchivs e. V. sowie Mitglied im Beirat der Vereinigung Gegen Vergessen – Für Demokratie.
2005 gründete Leibinger mit acht weiteren Unternehmenslenkern den gemeinnützigen Verein Wissensfabrik – Unternehmen für Deutschland, eine Initiative zur bundesweiten Förderung von Bildung und Unternehmertum.

## Berthold Leibinger Stiftung
Die Berthold Leibinger Stiftung wurde 1992 als gemeinnützige Stiftung gegründet und führt ihre Erträge kulturellen, wissenschaftlichen, kirchlichen und wohltätigen Zwecken zu. Sie schreibt seit dem Jahr 2000 den Berthold Leibinger Innovationspreis für angewandte Lasertechnologie aus. Seit dem Jahr 2006 vergibt die Stiftung zusätzlich den Berthold Leibinger Zukunftspreis für Lasertechnologie und seit 2015 den mit 15.000 Euro dotierten Comicbuchpreis. Die Stiftung ist mittelbar mit 5 % an der Trumpf GmbH & Co. KG beteiligt.

## Ehrungen
- 1984 Rudolf-Diesel-Medaille in Silber des Deutschen Instituts für Erfindungswesen
- 1985 Verdienstmedaille des Landes Baden-Württemberg
- 1987 Verdienstkreuz 1. Klasse der Bundesrepublik Deutschland
- 1990 Ehrendoktorwürde Dr.-Ing. E. h. der Universität Stuttgart
- 1990 Großes Verdienstkreuz der Bundesrepublik Deutschland
- 1996 Ehrenprofessur, verliehen vom Ministerpräsidenten des Landes Baden-Württemberg
- 1999 Goldenes Ehrenzeichen des Landes Oberösterreich
- 2001: Ehrenbürger der Stadt Ditzingen
- 2001 Aufnahme in die „Hall of Fame“ des Handelsblattes[8]
- 2003 Preis Soziale Marktwirtschaft der Konrad-Adenauer-Stiftung
- 2005 Werner-von-Siemens-Ring[9]
- 2006 Großes Verdienstkreuz mit Stern
- 2006 Bürgermedaille der Stadt Stuttgart
- 2007 Alexander-Rüstow-Plakette der Aktionsgemeinschaft Soziale Marktwirtschaft[10]
- 2007 Maecenas-Ehrung des Arbeitskreises selbständiger Kultur-Institute e. V. (AsKI)[11]
- 2008 Deutscher Gründerpreis in der Kategorie Lebenswerk
- 2009 Grashof-Denkmünze des Vereins Deutscher Ingenieure
- 2010 Theodor-Heuss-Preis der Theodor-Heuss-Stiftung
- 2011 Arthur L. Schawlow Award des Laser Institute of America (LIA)[12]
- 2013 Preis für Verständigung und Toleranz des Jüdischen Museums Berlin[13]
- 2014 Aachener Ingenieurpreis[14]
- 2016 Mittlerer Orden der Aufgehenden Sonne am Band[15]

## Schriften
- Wer wollte eine andere Zeit als diese. Ein Lebensbericht. Murmann Verlag, Hamburg 2010, ISBN 978-3-86774-103-3.
- Erfahrungen, Erfolge, Entwicklungen – Der Weg der Werkzeugmaschinenindustrien in Deutschland, Japan und den USA. Wallstein Verlag, Göttingen 2014, ISBN 978-3-8353-1660-7.

## Belege
1. 1 2  Maschinen, Laser, Bach und Schiller. In: Süddeutsche Zeitung. 25. November 2000 (ein Portrait Leibingers anlässlich dessen 70. Geburtstages).
2. ↑  Traueranzeige Doris Leibinger auf lebenswege.faz.net vom 3. Februar 2021
3. ↑  Nachruf Doris Leibinger (Memento vom 22. September 2021 im Internet Archive) auf leibinger-stiftung.de, abgerufen am 4. Februar 2021.
4. ↑  Ikone des Mittelstandes. In: Manager Magazin. 25. November 2005, abgerufen am 17. Oktober 2018.
5. 1 2  Pietistisch geprägt: Unternehmer Berthold Leibinger gestorben. In: idea. 17. Oktober 2018, abgerufen am 17. Oktober 2018.
6. ↑  Beirat: Mitglieder. Gegen Vergessen – Für Demokratie e. V., abgerufen am 17. Oktober 2018.
7. ↑  Das Leben Berthold Leibingers. In: trumpf.com. Abgerufen am 7. April 2021.
8. ↑  Martin-W. Buchenau: Nachruf auf Berthold Leibinger: „Sein Wirken war immer auf das Wohl der Menschen ausgerichtet“. 17. Oktober 2018, abgerufen am 17. Oktober 2018.
9. ↑  Ringträger 2005 Berthold Leibinger. In: siemens-ring.de. Stiftung Werner-von-Siemens-Ring, abgerufen am 4. April 2025.
10. ↑  Alexander-Rüstow-Plakette. Aktionsgemeinschaft Soziale Marktwirtschaft e. V., 15. Juni 2018, archiviert vom Original am 26. März 2018; abgerufen am 17. Oktober 2018.
11. ↑  Franz Fechner: Maecenas-Ehrung 2007: Prof. Dr.-Ing. E.h. Berthold Leibinger. AsKI e. V., 24. September 2007, abgerufen am 17. Oktober 2018.
12. ↑  The 2011 Arthur L. Schawlow Award is presented to: Professor Berthold Leibinger. (pdf, 2,8 MB) In: ICALEO 30th International Congress on Applications of Lasers & Electro-Optics: Advance Program. 14. Juli 2011, S. 7, archiviert vom Original am 26. Oktober 2011; abgerufen am 17. Oktober 2018 (englisch).
13. ↑  Preis für Verständigung und Toleranz. Jüdisches Museum Berlin, abgerufen am 17. Oktober 2018.
14. ↑  Aachener Ingenieurpreis für Berthold Leibinger. RWTH Aachen University, 8. September 2014, abgerufen am 17. Oktober 2018.
15. ↑  Orden-/Auszeichnungsverleihungen. Japanisches Generalkonsulat München, 29. April 2016, archiviert vom Original; abgerufen am 17. Oktober 2018.

| Personendaten    | Personendaten                                               |
| ---------------- | ----------------------------------------------------------- |
| NAME             | Leibinger, Berthold                                         |
| KURZBESCHREIBUNG | deutscher Industrieller (Trumpf), Hochschullehrer und Mäzen |
| GEBURTSDATUM     | 26. November 1930                                           |
| GEBURTSORT       | Stuttgart                                                   |
| STERBEDATUM      | 16. Oktober 2018                                            |
| STERBEORT        | Stuttgart                                                   |